# Xbox

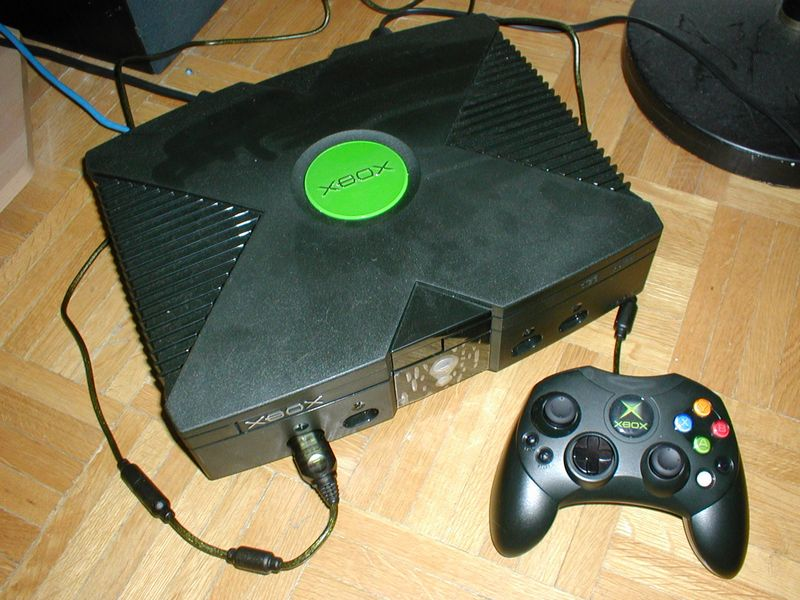
Xbox med handenhet

Xbox är en tv-spelskonsol som konstruerats och marknadsförs av Microsoft. Konsolen släpptes i USA 15 november 2001. Xbox är den första konsol som Microsoft har konstruerat och tillhör samma generation (sjätte generationens spelkonsoler) som Sonys Playstation 2, SEGAs Dreamcast och Nintendos Gamecube. Konsolen innehåller komponenter från bland annat Nvidia (GPU) och Intel (CPU). Det som skiljer Xbox från andra konsoler från samma generation är dels att den har en nätverksport och dels att den har en IDE-hårddisk. Utvecklingsnamnet för konsolen var DirectX-Box, vilket senare förkortades till Xbox.
Konsolen hade ett ganska högt pris vid lansering vilket fick en negativ inverkan på försäljningen, ganska snart insåg Microsoft att det var nödvändigt med en justering av priset för att därmed uppnå en bättre försäljning. Priset sänktes drastiskt och de kunder som redan köpt en konsol till det tidigare högre priset fick kompensation i form av fria spel och/eller tillbehör för motsvarande värde som prissänkningen innebar. Konsolen har sålts i över 24 miljoner exemplar. Konsolen hade också Limited Editions t.ex. Crystal Limited Edition Xbox.

## Mjukvara
Operativsystemet i Xbox är en kernel baserad på Windows 2000, medan Live-funktionen använder sig av kod från Windows XP. Dock körs Xbox i kernelmode vilket gör att inte flera processer körs samtidigt för att uppnå en högre prestanda av spelandet. Konsolen är utrustad med VGA (modifiering krävs), ethernetport och en multikontakt som ger möjlighet att använda HDTV samt SPDIF. Xbox har också fyra USB-ingångar till spelkontroller, dock med en modifikation av utseendet jämfört med vanliga USB-ingångar, vilket förhindrar användandet av andra USB-enheter utan en speciell adapter, till exempel möss eller tangentbord. Xbox finns i åtta olika versioner, varav 1.6b är den senaste.

## Hårdvara

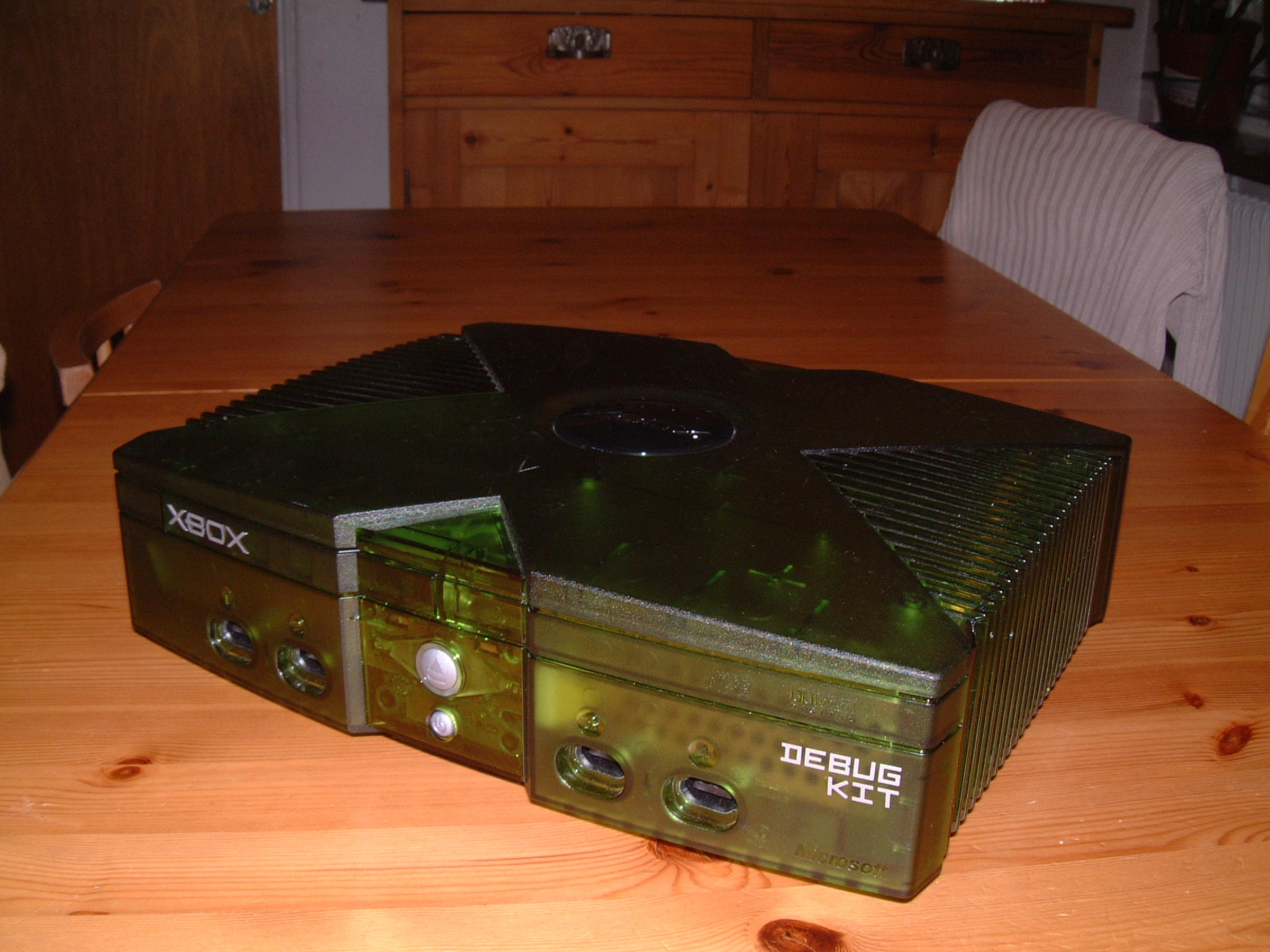
Xbox Debug Kit

Skalet ser svart ut men är tillverkat av en mörkgrön hårdplast designat med en grön cirkel i mitten med logotypen centrerad. (Att skalet faktiskt är mörkgrönt syns om man håller upp plasten mot en stark ljuskälla). Xboxen har också sålts i specialutgåvor, exempelvis transparent grön (Halo Edition) och genomskinlig vit (Xbox Crystal). Den transparent gröna boxen var också skalet som ett Xbox debug-kit hade. I andra länder har det också sålts andra specialutgåvor, exempelvis en transparent blå. I mitten av framsidan, mellan USB-portarna, finns en eject-knapp för DVD samt en knapp för omstart av enheten. Konsolen har fyra kontrollerportar (USB) på framsidan och har en vikt på knappt fyra kilo.

### Specifikationer
| Lagringskapacitet   |  | - Hårddisk (8 GB) (dock kom vissa Xboxar även med 10 och 20 GB hårddiskar men bara 8 GB går att använda utan modchip/software-exploits).                                                                    |
| Processor           |  | - 32-bitar (733 MHz) från Intel. Baserad på Pentium III (Coppermine) Det går att uppgradera till en Tualatin. - 32 kB L1 cache och 128 kB L2 cache. - 133 MHz FSB. - Micro PGA2 Socket - SIMD: MMX och SSE. |
| Minneskapacitet     |  | - 64 Mbyte DDR SDRAM delad mellan systemet och grafiken. Det finns plats på moderkortet att utöka med ytterligare 64 Mbyte                                                                                  |
| Grafik              |  | - 250 MHz grafikprocessor (NV2A) från Nvidia och Microsoft. - Videosignal: Kompositvideo, RF, RGB och S-Video                                                                                               |
| Läsenheter          |  | - DVD (2,5x) |
| Kontroller-ingångar |  | - Fyra stycken USB-ingångar (speciella USB 1.1 portar) till spelkontroller och andra tillbehör som mikrofon, mus och tangentbord.                                                                           |
| Nätverksuttag       |  | - 10/100base-T ethernet) |
| Övrig information   |  | - 64 (3D) ljudkanaler (upp till 256 stereo "voices"). |

Hårddisken kan lätt bytas ut mot en större om så önskas, men först måste man modifiera genom att chippa. Det gör man genom att löda fast ett chip på moderkortet som ger användaren större kontroll över den annars rätt slutna hårdvaran/mjukvaran. Dock kan en sådan modifikation av Xbox medföra risk för att bli avstängd från Xbox Live, trots att det finns chip som löser även den biten idag. Xbox går också att mjukvarumodifieras och får då samma funktion som ett chippat Xbox.

## Spel
Några av de mest framgångsrika och sålda spelen för Xbox genom åren är Halo, Dead or Alive 3, och  Project Gotham Racing.

## Originaltillbehör

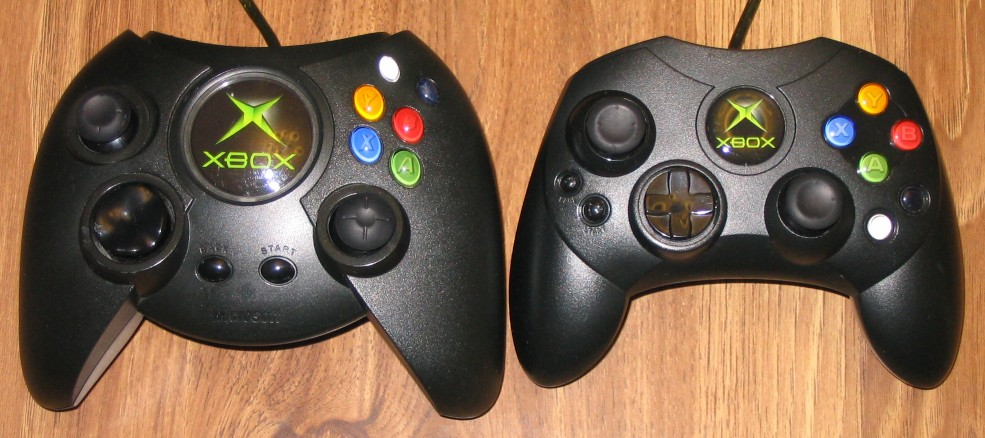
Original-handenheter

När Xbox lanserades följde det med en handkontroll som var väl tilltagen i storleken och därför fick mycket kritik för sin dåliga ergonomi. Handkontrollen byttes ganska snart ut mot en mindre variant, Controller S, som för de flesta spelare var lättare att hantera. Detta var också nödvändigt för att ta sig in på den asiatiska marknaden, då de ofta har mindre händer.
- Handkontroll
- Minneskort (8 MiB)
- Xbox Live
- Headset till Xbox Live

## Xbox-modifiering

### Hårdvarumodifiering

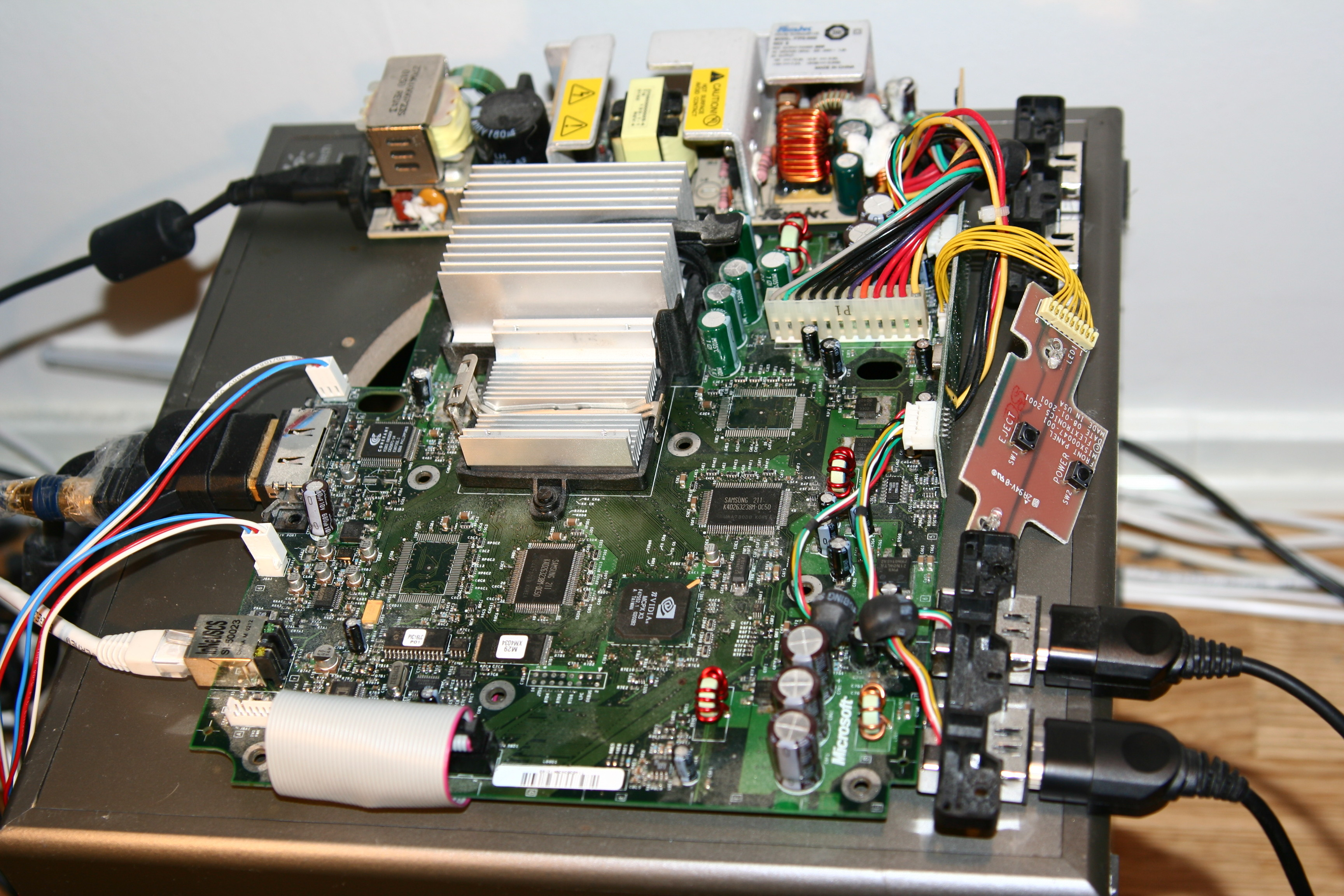
Microsoft Xbox med borttaget yttre skal. Här kan man också se två av de tomma platserna för RAM. två platser till finns på undersidan.

Xboxen blev tidigt hackad/crackad via hårdvaruchip vilket kringgår de inbyggda säkerhetsfunktionerna som hindrar att man kan köra piratkopierade spel och hemma-/hobbygjorda mjukvaror, exempelvis Xbox Media Center vilket gör att man kan använda konsolen som en multimediamaskin och emulatorer som tillåter att man kör andra (äldre) konsolspel och arkadspel på Xboxen, som egentligen var gjorda till andra spelkonsoler. Modchip och andra sorters chip tillåter en även att köra operativsystem som Linux och FreeBSD. Modchip måste installeras inne i Xboxen och antingen lödas fast eller skruvas fast med en speciell lödfri-adapter.

### Mjukvarumodifiering
På senare tid har det kommit så kallade "software exploits" som tillåter en att göra nästan allt som ett modchip utan att öppna Xboxen. Om man bara har en mjukvarumod så är det lite krångligare att byta hårddisk än med vissa chip.